# ساشا فارغا
ساشا فارغا (بالصربية: Саша Варга)‏ هو لاعب كرة قدم صربي في مركز الهجوم، ولد في 19 فبراير 1993 في لياج في بلجيكا. لعب مع بي أيه إس كيه بيوغراد وراد بيوغراد.

## وصلات خارجية
- ساشا فارغا على موقع الاتحاد الأوربي (الإنجليزية)
- ساشا فارغا على موقع قاعدة بيانات كرة القدم.إي يو (الإنجليزية)
- ساشا فارغا على موقع Soccerway.com (الإنجليزية)
- ساشا فارغا على موقع عالم كرة القدم.نت (الإنجليزية)